# Maternité
Maternité (in de volksmond Boterham met kaas) is een single van MAM. Het is afkomstig van het album La grande parade. Dat album werd onder leiding van Henk Hofstede van The Nits opgenomen in De Werf Studio in Amsterdam. De titel van het album grijpt terug op La Grande Parade, een tentoonstelling in het Stedelijk Museum. Hofstede stelde toen aan een aantal bevriende artiesten voor om analoog aan die tentoonstelling de schilderijen te vertalen naar muziek. Tom America van MAM kwam vervolgens met het liedje Maternité aanzetten. MAM bestond toen uit Tom America (zang, basgitaar) , Pieter Bon (zang), Antoine Kroes (zang, gitaar), John Nuyten (gitaar). Zij kregen hulp van Imigo Grimbergen van Big Bam Boozle op synthesizer. Het lied is minimal music vertaald naar popmuziek. De tekst bestaat slechts uit de herhaling van Mam, weet jij nog wanneer ik voor het eerst een boterham met kaas gegeten heb? en verdere dialoog met "zijn mam". Het liedje stond in één dag op de tape. Maternité is geïnspireerd op het gelijknamige schilderij van Pablo Picasso. Spinvis haalde vervolgens uit dit lied inspiratie om zijn teksten te vereenvoudigen.
De B-kant was een nummer uitgevoerd door Rolf Hermsen.
Alhoewel de A-kant enige airplay kreeg, werd het geen hit.